# Hugue, Párizs grófja
A Hugue, Párizs grófja (olaszul: Ugo, conte di Parigi) Gaetano Donizetti kétfelvonásos operája (opera seria). A szövegkönyvet Felice Romani írta Hippolyte Bis Blanche d’Aquitaine, ou Le dernier des Carlovingies című drámája alapján. A művet 1832. március 13-án mutatták be először a milánói Scalában. Magyarországon még nem játszották.

## Szereplők
| Szereplő                        | Hangfekvés   | Az ősbemutató szereposztása |
| ------------------------------- | ------------ | --------------------------- |
| Bianca                          | szoprán      | Giuditta Pasta              |
| Adelia, a testvére              | szoprán      | Giulia Grisi                |
| Hugue, Párizs grófja            | tenor        | Domenico Donzelli           |
| Folco                           | basszus      | Vincenzo Negrini            |
| V. Lajos, Franciaország királya | alt          | Clorinda Corradi            |
| Emma                            | mezzoszoprán | Felicita Baillou-Hillaret   |
| Lovagok, katonák, zenekar.      |              |                             |

## Cselekménye
- Helyszín: Franciaország
- Idő: 10. század

### Első felvonás
A palotában az új király, V. Lajos koronázására készülnek. Nem mindenki fogadja őt hódolattal, Folco di Angio például nyilvánosan ugyanolyan sorsot kíván a számára, mint ahogyan apja, Lothario végezteegy életen át felesége, a királyné árnyékában élni, s azután kezei által meghalni. Senki sem figyel szavaira, mivel elkezdődik a ceremónia. Hugue lemond a régensségről, az anyakirályné pedig fia fejére helyezi a koronát. A király jegyese, Bianca távolmaradt, mivel édesanyjához kellett sietnie. A későbbiekben a királyt számon kéri rajta távolmaradását, Bianca pedig anyja betegségére hivatkozik. A féltékeny király bejelenti, hogy Bianca csak házasságuk után hagyhatja el ismét a palotát. Bianca ezt visszautasítja, s ezáltal még jobban szítja a király féltékenységét, nem alaptalanul, hiszen titokban valóban szerelmes Hugue-be. Viszont nem tudja, hogy testvére, Adelia szintén a grófba szerelmes, sőt az viszonozza is szerelmét. A lenyugodott király ismét kérdőre vonja jegyesét az esküvő halogatása miatt. Nem hiszi el a történetet édesanyja, az acquitaniai királyné váratlan betegségéről. Mindazonáltal megbízza Hugue-t, hogy csapatai élén azonnal vonuljon a normannok ellen, s ha már nem kell tartani támadásuktól, maga fogja jegyesét és annak húgát édesanyjukhoz kísérni. Ezt hallva, Bianca nem tudja visszafogni magát és bevallja, hogy Hugue-ba szerelmes. Hugue tiltakozik, Adelia is szót emel védelmében, de a király mégis börtönbe záratja.

## Második felvonás
A börtönben találkozik a két szerelmes testvér. Bianca itt értesül a gróf és Adelia viszonyáról és kész lemondani a férfiról húga érdekében. A király ellen fellázadt lovagok érkeznek és kiszabadítják vezérüket, Hugue-t. Az egyedül maradt király az anyjánál lel megnyugvásra, aki azzal vigasztalja, hogy nem Hugue-tól kell tartania, hanem Folco az igazi ellensége. Csakhamar belép Hugue. Leteszi kardját királya előtt, s elmondja, ő maga segített a felkelő csapatok leszerelésében. Nem pályázik sem a francia trónra, sem Bianca kezére, Adelia az, akibe szerelmes. A király örömmel adja hozzájárulását frigyükhöz. Eközben Folco felkeresi Biancát és beszámol neki Hugue és Adelia esküvőjéről. Mérget nyújt át neki, hogy mint annak idején Lothariót a felesége, ő is mérgezze meg Lajost. Bianca előbb tétovázik, majd maga issza ki a méregpoharat.